# Lista de desertos do Paquistão
Esta é uma lista de desertos do Paquistão.

## C

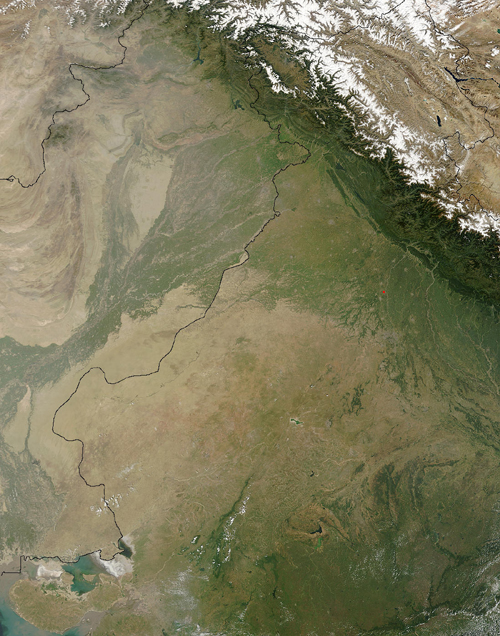
Deserto de Cholistão

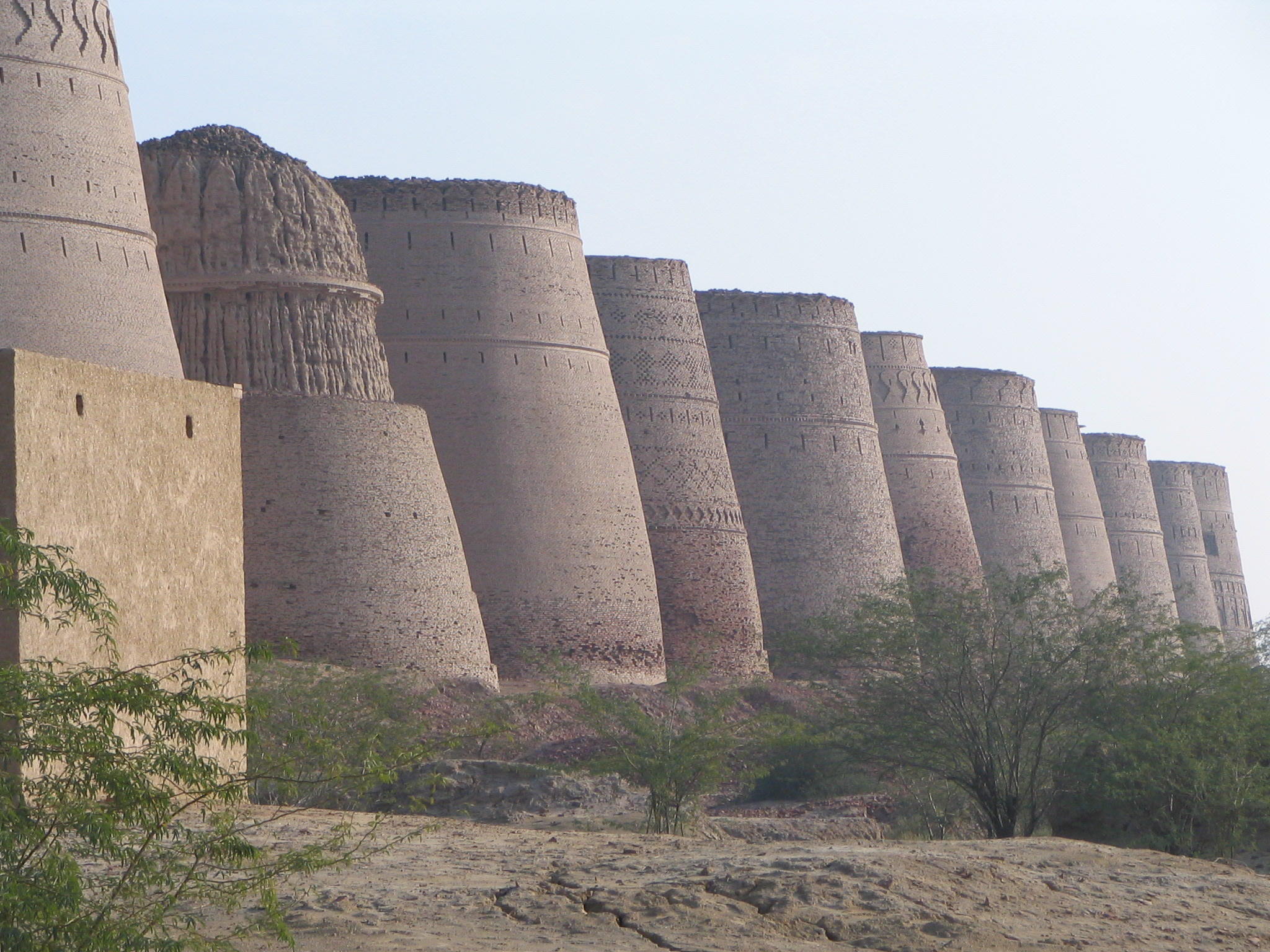
Forte Derawar em Cholistão

- Deserto de Cholistão

## K

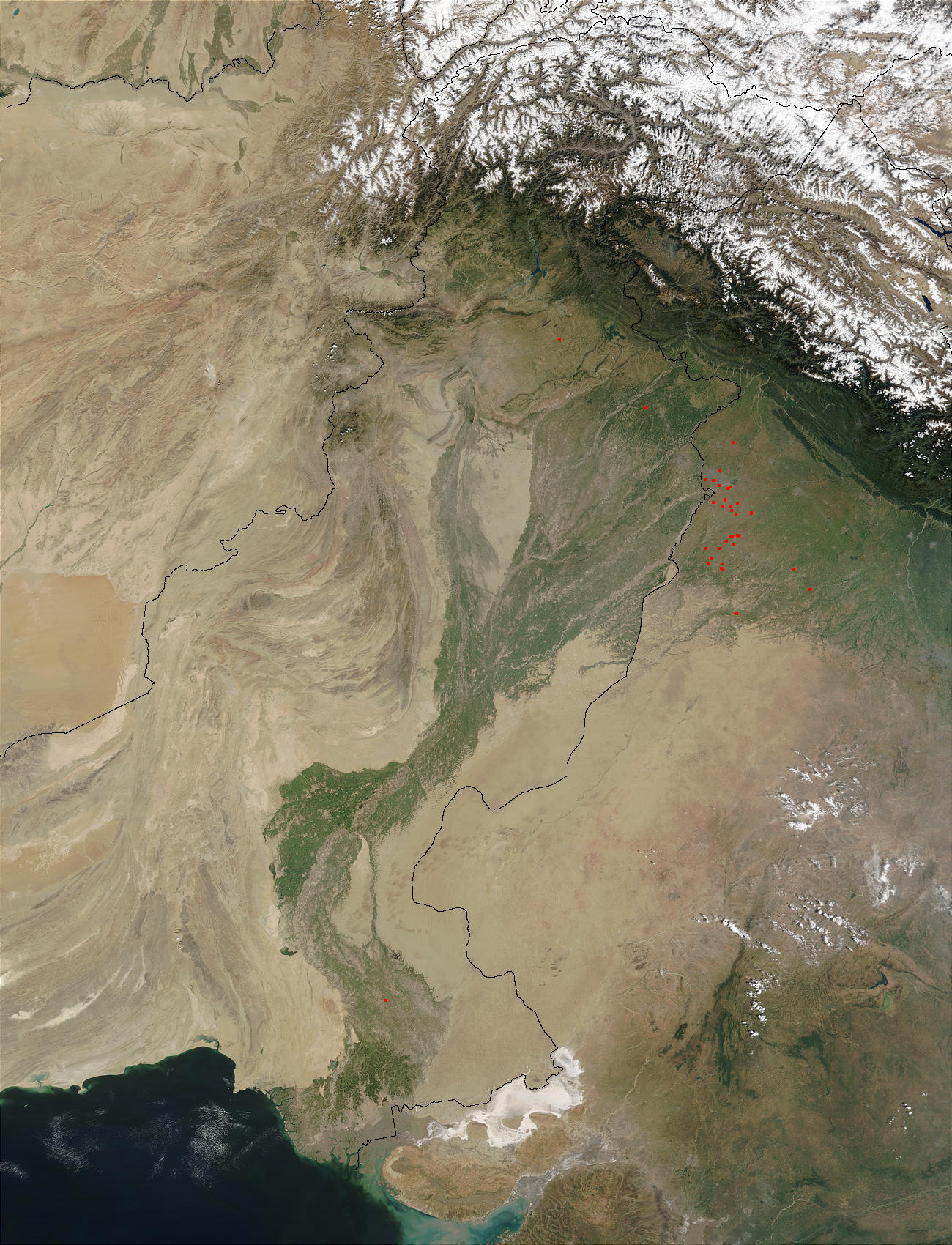
Deserto de Kharan

- Deserto de Kharan

## T

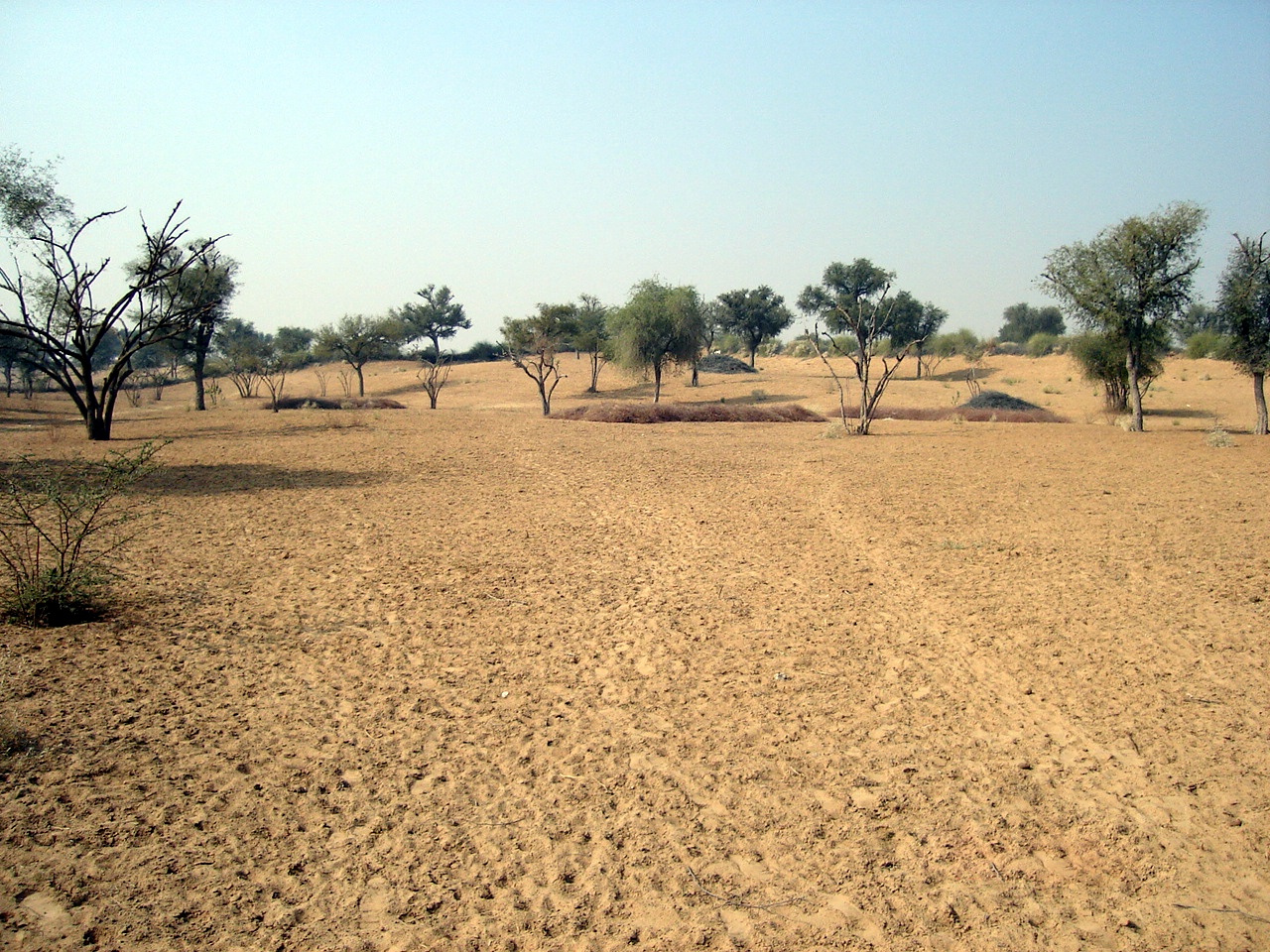
Vista do Deserto do Thar

- Deserto de Thal

- Deserto do Thar

## V
- Deserto do Vale do Indo